# Шевиње ле Версел
Шевиње ле Версел (фр. Chevigney-lès-Vercel) насеље је и општина у источној Француској у региону Франш-Конте, у департману Ду која припада префектури Безансон.
По подацима из 2011. године у општини је живело 122 становника, а густина насељености је износила 22,68 становника/km². Општина се простире на површини од 5,38 km². Налази се на средњој надморској висини од 648 метара (максималној 700 m, а минималној 603 m).

## Демографија
| 1962. | 1968. | 1975. | 1982. | 1990. | 1999. | 2011. |
| ----- | ----- | ----- | ----- | ----- | ----- | ----- |
| 42    | 52    | 56    | 82    | 88    | 109   | 122   |

График промене броја становника у току последњих година